# Vivian Ndu
Vivian Ndu (15 de noviembre de 1987) es una deportista nigeriana que compite en taekwondo. Ganó una medalla de bronce en los Juegos Panafricanos de 2019 en la categoría de –62 kg.

## Palmarés internacional
| Juegos Panafricanos | Juegos Panafricanos | Juegos Panafricanos | Juegos Panafricanos |
| Año                 | Lugar               | Medalla             | Categoría           |
| ------------------- | ------------------- | ------------------- | ------------------- |
| 2019                | Rabat (Marruecos)   | Medalla de bronce   | –62 kg              |